# Пара Вифериха
Пара Вифериха — пара простых чисел {\displaystyle p} и {\displaystyle q}, для которых выполнено:
{\displaystyle p^{q-1}\equiv 1{\pmod {q^{2}}}},
{\displaystyle q^{p-1}\equiv 1{\pmod {p^{2}}}}.
Наименование дано в честь германского математика Артура Вифериха (нем. Arthur Wieferich). Играют важную роль в доказательстве Преды Михэйлеску (рум. Preda Mihăilescu) гипотезы Каталана (2002).
Известно только семь пар Вифериха:
(2, 1093), (3, 1006003), (5, 1645333507), (5, 188748146801), (83, 4871), (911, 318917), и (2903, 18787)
Простое число Вифериха {\displaystyle p\equiv 1{\pmod {4}}} образует пару Вифериха {\displaystyle (p,2)}.